# جيرار إتيان
جيرار إتيان (بالفرنسية: Gérard Étienne)‏ هو صحفي وشاعر هايتي، ولد في 28 مايو 1936 في كاب هايتيان في هايتي، وتوفي في 14 ديسمبر 2008 في مونتريال في كندا.